# Вольф-Дітріх Вільке
Вольф-Дітріх Вільке (нім. Wolf-Dietrich Wilcke; нар. 11 березня 1913, Шрімм, Позен — пом. 23 березня 1944, Шеппенштедт, Брауншвейг) — німецький льотчик-ас, оберст люфтваффе. Кавалер Лицарського хреста Залізного хреста з Дубовим листям та Мечами.

## Біографія
В 1934 році призваний в армію, а в 1935 році переведений в люфтваффе. З 1937 року служив у 132-й винищувальній ескадрі «Ріхтгофен», а наприкінці 1938 року був направлений у 88-у винищувальну ескадрилью легіону «Кондор». В 1939 році здійснив 11 безрезультатних бойових вильотів. До вересня 1939 року служив у 7-й ескадрильї 53-ї винищувальної ескадри. Першу перемогу здобув 7 листопада 1939 року, збивши французький розвідувальний літак «Потез-637». 23 березня 1940 року біля Саарбрюккена був збитий у бою з французькими винищувачами. Після капітуляції Франції звільнений і 13 серпня 1940 року призначений командиром 3-ї групи 53-ї винищувальної ескадри «Пікові аси». Під час битви за Британію збив 10 літаків. Учасник Німецько-радянської війни. 22 червня 1941 року збив 5 літаків. Восени 1941 року ескадра Вільке була перекинута в Італію, де діяла проти Мальти. 18 травня 1942 року переведений у 3-ю винищувальну ескадру «Удет», а 12 серпня 1942 року став її командиром. Учасник Сталінградської битви. В травні 1943 року його ескадра була перекинута в Німеччину. На початку 1944 року Вільке отримав дозвіл на відновлення польотів і збив чергові 6 машин. Загинув у бою з англійськими винищувачами Р-51, під час якого сам збив 2 літаки супротивника.
Всього за час бойових дій здійснив 732 бойові вильоти і збив 162 літаки, з них 137 радянських і 4 чотиримоторні бомбардувальники.

## Нагороди
- Нагрудний знак пілота
- Медаль «За вислугу років у Вермахті» 4-го класу (4 роки)
- Іспанський хрест в бронзі з мечами (1939)
- Залізний хрест
  - 2-го класу (25 листопада 1939)
  - 1-го класу (11 липня 1940)
- Почесний Кубок Люфтваффе (1 квітня 1941)
- Лицарський хрест Залізного хреста з дубовим листям і мечами
  - лицарський хрест (6 серпня 1941) — за 25 перемог.
  - дубове листя (№122; 9 вересня 1942) — за 100 перемог.
  - мечі (№23; 23 грудня 1942) — за 155 перемог.
- Комбінований Знак Пілот-Спостерігач
- Нагрудний знак пілота (Італія)
- Нагрудний знак «За поранення» в чорному
- Німецький хрест в золоті (3 листопада 1942)
- Авіаційна планка винищувача в золоті з підвіскою «700»
- Відзначений у Вермахтберіхт (30 березня 1944)

Військова кар'єра
- 1935 — фанен-юнкер
- 1935 — обер-фенріх
- 1936 — лейтенант
- 1939 — обер-лейтенант
- 1940 — гауптман
- 1 травня 1942 — майор
- 1943 — оберст-лейтенант
- 1943 — оберст